# SD-WAN
SD-WAN(software-defined wide area network)은 내부 조직 위치로 향할 때 암호화되는 오버레이 터널을 사용하여 인터넷을 통해 통신하는 등 소프트웨어 정의 네트워킹 기술을 사용하는 광역 통신망이다.
모든 네트워크 하드웨어 공급업체가 표준 터널 설정 및 구성 메시지를 지원하는 경우 SD-WAN은 네트워킹 하드웨어를 제어 메커니즘에서 분리하여 WAN의 관리 및 운영을 단순화한다. 이 개념은 소프트웨어 정의 네트워킹이 가상화 기술을 구현하여 데이터 센터 관리 및 운영을 개선하는 방식과 유사하다. 실제로 SD-WAN을 설정하고 관리하는 데 독점 프로토콜이 사용된다. 즉, 하드웨어와 해당 제어 메커니즘이 분리되지 않는다.
SD-WAN의 핵심 애플리케이션은 기업이 더 저렴하고 상업적으로 이용 가능한 인터넷 접속을 사용하여 더 높은 성능의 WAN을 구축할 수 있도록 하는 것이다. 이를 통해 기업은 MPLS와 같은 더 비싼 프라이빗 WAN 연결 기술을 부분적으로 또는 전체적으로 대체할 수 있다.
SD-WAN 트래픽이 인터넷을 통해 전송되는 경우 엔드투엔드 성능이 보장되지 않는다. 통신업체 MPLS VPN WAN 서비스는 인터넷 트래픽으로 전송되지 않고 신중하게 제어되는 통신업체 용량을 통해 전송되며 엔드투엔드 성능이 보장된다.